# Alain Untergassmair
Alain Untergassmair (1967) è un ex sciatore alpino italiano.

## Biografia
Specialista delle prove tecniche, Untergassmair debuttò in campo internazionale in occasione dei Mondiali juniores di Jasná 1985; in Coppa Europa si piazzò 4º nella classifica di slalom speciale nella stagione 1987-1988 e 2º nella stagione 1990-1991. Non ottenne piazzamenti in Coppa del Mondo né prese parte a rassegne olimpiche o iridate.